# Fridericus Rex
Pour l’article homonyme, voir Fridericus (film).
Pour plus de détails, voir Fiche technique et Distribution.
Fridericus Rex (Le Roi Frédéric en latin) est un film allemand réalisé par Arzén von Cserépy, sorti en 1922.

## Synopsis

### Première partie

#### Sturm und Drang
Frédéric-Guillaume Ier de Prusse montre peu d'attention au talent musical de son fils. Le jeune Frédéric est tiraillé entre les désirs de la jeunesse et les attentes de son père qui veut discipliner son fils pour qu'il puisse assumer un État. Un désaccord éclate entre le père rigide et son fils à l'esprit libre, qui aboutit à l'emprisonnement et l'exécution du meilleur ami de Frédéric, Katte.

### Deuxième partie

#### Père et fils
Le prince Frédéric, excusé par son père, demeure passionné de musique ; le conflit reste donc ouvert. Le père tente d'intéresser son fils aux intérêts économiques et militaires. Le prince épouse Élisabeth-Christine de Brunswick-Wolfenbüttel-Bevern. Lorsque son père meurt, Frédéric devient roi.

### Troisième partie

#### Sanssouci
Le roi Frédéric fait construire le palais de Sanssouci pour être un lieu d'esprit et des arts. En tant que nouveau roi de Prusse, Frédéric II essaie de mettre en œuvre les idéaux de sa jeunesse dans la politique d'État. Il abolit la torture et proclame la liberté de croyance. Il est un mécène et s'entretient avec le philosophe français Voltaire.

### Quatrième partie

#### Le Tournant du destin
Les années de conflit avec l'Autriche, qui rejoint finalement la France et la Russie contre la Prusse, aboutissent en 1756 à la guerre de Sept Ans qui conduit à des défaites de Frédéric II et à la dévastation de la Prusse. Les troupes prussiennes sont inférieures en nombre à celles de leurs adversaires, mais grâce à l'audace du roi, il écrase l'armée autrichienne lors de la bataille de Leuthen. De Fridericus Rex, on passe au cours des années au "vieux Fritz".

## Fiche technique
- Titre original : Fridericus Rex
- Réalisation : Arzén von Cserépy assisté de Wilhelm Prager
- Scénario : Arzen von Cserépy, Hans Behrendt, Bobby E. Lüthge
- Musique : Marc Roland
- Direction artistique : Hans Dreier, Ernő Metzner, Willy Hesch, Hans Flemming
- Costumes : Karl Reiner
- Photographie : Guido Seeber
- Production : Arzen von Cserépy
- Sociétés de production : Cserépy-Film Co. GmbH
- Société de distribution : UFA
- Pays d'origine :  République de Weimar
- Langue : allemand
- Format : Noir et blanc - 1,33:1 - 35 mm
- Genre : Film biographique
- Durée : 290 minutes en quatre parties
- Date de sortie :
  -  Allemagne : 31 janvier 1922.
  -  République portugaise : 5 juillet 1926.
  -  Empire du Japon : 18 mai 1928.

## Distribution
- Otto Gebühr : Le roi Frédéric II
- Albert Steinrück : Le roi Frédéric-Guillaume Ier, son père
- Gertrud de Lalsky : La reine Sophie-Dorothée, sa mère
- Erna Morena : Élisabeth-Christine de Brunswick-Wolfenbüttel-Bevern, l'épouse de Frédéric II
- Eduard von Winterstein : Le prince Léopold Ier d'Anhalt-Dessau
- Charlotte Schultz : La princesse Wilhelmine de Bayreuth, la sœur de Frédéric
- Anton Edthofer : Le prince Auguste-Guillaume, son frère (première et deuxième parties)
- Lothar Müthel : Le prince Auguste-Guillaume (troisième et quatrième parties)
- Werner Hollmann : Le prince Henri, son frère
- Eva May : Anne Amélie de Prusse, la jeune sœur de Frédéric
- Theodor Becker : Le général Friedrich Wilhelm von Seydlitz
- Alexander Granach : Le général Hans Joachim von Zieten
- Kasimir Paris : Le général Hans Karl von Winterfeldt
- Wolfgang von Schwind : Ferdinand-Albert II de Brunswick-Wolfenbüttel
- Theodor Burghardt : Wichard von Möllendorff
- Friedrich Kayßler : Le ministre Finckenstein
- Gustav Botz : Le ministre Podewils
- Robert Leffler : Le ministre Samuel von Cocceji
- Emil Hess : Le ministre von Boden
- Hans Junkermann : Le maréchal de la cour von Pöllnitz
- Paul Hartmann : Frédéric de Trenck
- Werner Krauss : Le ministre impérial Wenceslas Antoine de Kaunitz
- Maria Orska : La Barberina
- Leopold von Ledebur : Louis XV
- Robert Sortsch-Pla : Voltaire
- Trude Hesterberg : Madame de Pompadour
- Ed. von Gotsch : Le général Karl Christoph von der Goltz
- Julia Serda : Marie-Thérèse d'Autriche (première et deuxième parties)
- Agnes Straub : Marie-Thérèse d'Autriche (troisième et quatrième parties)
- Paul Rehkopf : Le lieutenant von Strachwitz
- Rudolf Forster : Henri de Catt
- Fritz Delius : Charles-Alexandre de Lorraine
- Heinrich George : Charles-Alexandre de Lorraine
- Fritz Spira : Generalfeldmarschall Laudon
- Robert Scholz : Le général autrichien Joseph Lucchesi
- Friedrich Wilhelm Kaiser : Le lieutenant Katte
- Eugen Rex : Le secrétaire Eichel
- Karl Platen : Le majordome Fredersdorff
- Hans Wassmann : Le ministre impérial Bolta
- Georg H. Schnell : Wilhelm Reinhard de Neipperg
- Hermann Auer : Ferenc III Nádasdy
- Julius Geisendörfer : Georg Christoph von Natzmer
- Werner Funck : Lieutenant von Dietzschau
- Lilly Alexandra : Doris Ritter
- Albert Patry : Le père Müller
- Bruno Decarli : Friedrich Wilhelm von Grumbkow
- Leonhard Haskel : Un majordome

## Source de la traduction
- (de) Cet article est partiellement ou en totalité issu de l’article de Wikipédia en allemand intitulé « Fridericus Rex (1921/22) » (voir la liste des auteurs).